# بندربان صدر
بندربان صدر (به لاتین: Bandarban Sadar) یک منطقهٔ مسکونی در بنگلادش است که در ناحیه بندربان واقع شده‌است. بندربان صدر ۵۰۱٫۹۹ کیلومتر مربع مساحت و ۸۸٬۲۸۲ نفر جمعیت دارد.